# Apocephalus lobicauda
Apocephalus lobicauda är en tvåvingeart som beskrevs av Brown 2000. Apocephalus lobicauda ingår i släktet Apocephalus och familjen puckelflugor. Inga underarter finns listade i Catalogue of Life.